# Flabellina gracilis
Flabellina gracilis är en snäckart som först beskrevs av Joshua Alder och Hancock 1844.  Flabellina gracilis ingår i släktet Flabellina och familjen Flabellinidae. Arten är reproducerande i Sverige. Inga underarter finns listade i Catalogue of Life.